# Мюре-ле-Шато
Мюре́-ле-Шато́ (фр. Muret-le-Château, окс. Muret del Castèl) — коммуна во Франции, находится в регионе Окситания. Департамент — Аверон. Входит в состав кантона Марсийак-Валлон. Округ коммуны — Родез.
Код INSEE коммуны — 12165.
Коммуна расположена приблизительно в 510 км к югу от Парижа, в 105 км северо-восточнее Тулузы, в 20 км к западу от Родеза.

## Население
Население коммуны на 2008 год составляло 316 человек.
| 1962 | 1968 | 1975 | 1982 | 1990 | 1999 | 2008 |
| ---- | ---- | ---- | ---- | ---- | ---- | ---- |
| 294  | 260  | 207  | 208  | 263  | 272  | 316  |

## Экономика
В 2007 году среди 192 человек в трудоспособном возрасте (15—64 лет) 154 были экономически активными, 38 — неактивными (показатель активности — 80,2 %, в 1999 году было 80,3 %). Из 154 активных работали 145 человек (78 мужчин и 67 женщин), безработных было 9 (4 мужчины и 5 женщин). Среди 38 неактивных 11 человек были учениками или студентами, 16 — пенсионерами, 11 были неактивными по другим причинам.

## Фотогалерея
- Мюре-ле-Шато
- Мюре-ле-Шато
- Замок
- Башня